# Exyston clavatus
Exyston clavatus là một loài tò vò trong họ Ichneumonidae.